# Astyage
Astyage (en grec ancien Ἀστυάγης / Astuágês) est le dernier roi des Mèdes.
Il succède à son père Cyaxare en -585, et épouse Aryénis, la sœur de Crésus, roi de Lydie. Selon Hérodote, à la suite d'un rêve où du ventre de sa fille Mandane sortait un torrent qui couvrait l’Asie entière, il marie celle-ci à l'un de ses vassaux, le roi perse d'Anshan, Cambyse Ier, de la famille des Achéménides. De cette union naît Cyrus II, dont un présage laisse entendre qu'il renversera son grand-père.
Celui-ci charge donc Harpage, l'un de ses nobles, de tuer l'enfant, mais Harpage ne fait qu'abandonner l'enfant, qui est recueilli et élevé par un berger. Il est difficile de dire si l'histoire est véridique mais vers -550/-549, Cyrus détrône Astyage et lui laisse la vie sauve.
Astyage a aussi un fils nommé Cyaxare, du même nom que son grand-père.

## Inspiration
Dans son livre La Grande Vie de Jésus-Christ, Ludolphe le Chartreux écrit que la fille d’Astyage, dans la vision, représente la Vierge Marie, mère de Jésus-Christ.

## Sources
- Hérodote, Histoires [détail des éditions] [lire en ligne] (I, 107–130).
- Pausanias, Description de la Grèce [détail des éditions] [lire en ligne] (I, 73–75).
- Ludolphe le Chartreux, La Grande Vie de Jésus-Christ, traduit par le père Dom Florent Brodequin, deuxième édition, 1883, Tome Premier, (II, 27–28).